# フィリペ・コレイア・ソアレス
フィリペ・コレイア・ソアレス（Filipe Correia Soares、2000年1月27日 - ）は、ポルトガル・ヴィゼウ出身のプロサッカー選手。アカデミコ・デ・ヴィゼウFC所属。ポジションは、ディフェンダー（センターバック）。

## 来歴
2020年2月8日、リーガプロのフェイレンセ戦でプロデビューを果たした。